# 執行官法
執行官法（しっこうかんほう、昭和41年7月1日法律第111号）は、執行官の職務とその事務処理の手続に関する日本の法律である。

## 沿革

### 法の変遷
- 1890年（明治23年） - 裁判所構成法を制定。ドイツ法を参考に、現在の執行官に相当する機関については、第9条に、「区裁判所ニ執達吏ヲ置ク」と定められた。実際の事務については、執達吏規則（明治23年法律第51号）、手数料については、執達吏手数料規則（明治23年法律第52号）によることになった。
- 1947年（昭和22年） - 裁判所法を制定。フランス法を参考に、執行吏が置かれる。実際の運用は、裁判所法施行令（昭和22年政令第24号）第19条第9号により「執達吏」を「執行吏」に読み替えて、執達吏規則及び執達吏手数料規則によった。
- 1966年（昭和41年） - 執行官法を制定。

### 執行官法への改正理由
執行官法が制定されるまでは、執務場所を設け（役場制）、債権者が任意に執行吏を選択でき（自由選択制）、執行後は手数料を貰う（手数料制）形態であったが、執行吏の職務執行において、一に徴収の優秀な執行吏に依頼が集中し、特定の執行吏が過労ないし過酷な状態となる。二に債権者が常に同じ執行吏に依頼する事により癒着的になる（不公正）。三に執行に際して手続きの流れが分かりにくい（不明朗）などの問題があったため、執行官法では手数料制のみを残して、地方裁判所の庁舎内で執務するものとし（裁判所法62条）、同一裁判所に属する事務の分配は裁判所が決定するもの（執行官法2条2項）と定めた。